# Нагрудний знак «Воїну-інтернаціоналісту»
«Воїну-інтернаціоналісту» — нагрудний знак для нагородження військовослужбовців Збройних Сил СРСР (ЗС СРСР) за участь у виконанні «інтернаціонального обов'язку», заснований 28 грудня 1988 року.

## Історія

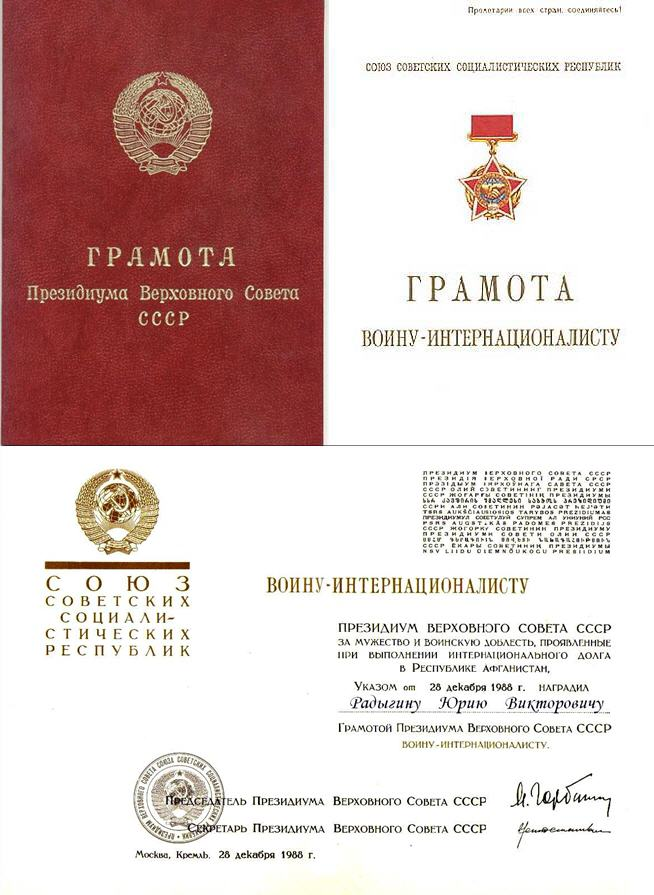
Грамота Президії Верховної Ради СРСР, яку вручали при нагородженні знаком «Воїн-інтернаціоналіст СРСР».

Ще до випуску офіційної нагороди воїнам-інтернаціоналістам у СРСР з'явилися кілька неофіційних знаків за участь у виконанні «інтернаціонального обов'язку», але нагородження ними мало розрізнений характер, централізованої системи нагородження осіб, які виконували «інтернаціональний борг» в СРСР не було. Тому незабаром назріло питання про створення офіційної нагороди для цієї категорії осіб.28 грудня 1988 року з'явився нагрудний знак установленого зразка разом із Грамотою Президії Верховної Ради СРСР воїну — інтернаціоналісту".
1. Заснувати Грамоту Президії Верховної Ради СРСР воїну-інтернаціоналісту.

2. Нагородити Грамотою Президії Верховної Ради СРСР воїну-інтернаціоналісту військовослужбовців Збройних Сил СРСР за виконання міжнародного обов'язку в Республіці Афганістан у період від 01.12.1979 року.

3. Особам, нагородженим Грамотою Президії Верховної Ради СРСР воїну-інтернаціоналісту, вручається нагрудний знак встановленого зразка.
Оригінальний текст (рос.)
1. Учредить Грамоту Президиума Верховного Совета СССР воину — интернационалисту.

2. Наградить Грамотой Президиума Верховного Совета СССР воину — интернационалисту военнослужащих Вооруженных Сил СССР за выполнение интернационального долга в Республике Афганистан в период с 01.12.1979 года.

3. Лицам, награждённым Грамотой Президиума Верховного Совета СССР воину — интернационалисту, вручается нагрудный знак установленного образца.
— Указ Президії Верховної Ради СРСР № 9964-XI "Про заснування Грамоти Президії Верховної Ради СРСР воїну-інтернаціоналісту"
Знаком і грамотою нагороджували військовослужбовців, які брали участь у таких військових конфліктах:
- Корея
  - 1950—1953 роки: війна між північною (КНДР) і південною (Республіка Корея) корейськими державами. На боці півночі воювали радянські льотчики.
- Алжир:
  - 1962—1964 роки
- Єгипет:
  - жовтень 1962 року — березень 1963 року;
  - червень 1967 року;
  - 1968 рік;
  - березень 1969 року — липень 1972 року;
  - жовтень 1973 року — 1974 року;
  - червень 1974 року — лютий 1975 року (особовий склад тральщиків Чорноморського і Тихоокеанського флотів, які брали участь у розмінуванні зони Суецького каналу)
- Єменська Арабська Республіка:
  - жовтень 1962 року — березень 1963 року;
  - листопад 1967 року — грудень 1969 року
- В'єтнам:
  - січень 1961 року — грудень 1974 року, зокрема особовий склад розвідувальних кораблів Тихоокеанського флоту, що вирішували завдання бойової служби в Південнокитайському морі
- Сирія:
  - червень 1967 року;
  - березень—липень 1970 року;
  - вересень—листопад 1972 року;
  - жовтень 1973 року

- Ангола:
  - листопад 1975 року — листопад 1992 року
- Мозамбік:
  - 1967—1969 роки;
  - листопад 1975 року — листопад 1979 року;
  - березень 1984 року — серпень 1988 року
- Ефіопія:
  - грудень 1977 року — листопад 1990 року;
- Афганістан:
  - квітень 1978 року — 15 лютого 1989 року
- Камбоджа:
  - квітень—грудень 1970 року
- Бангладеш:
  - 1972—1973 роки (особовий склад кораблів і допоміжних суден Військово-морського флоту СРСР)
- Лаос:
  - січень 1960 року — грудень 1963 року;
  - серпень 1964 року — листопад 1968 року;
  - листопад 1969 року — грудень 1970 року
- Сирія і Ліван:
  - червень 1982 року

3 березня 1989 року почалося тиражування знака. Його виготовляли на Ленінградському монетному дворі. Всього випущено 505 083 знаки.

## Опис
Автор малюнка знака — художник О. Б. Жук.Опис знака:
Круглий лавровий вінок, на який накладено червону п'ятикутну зірку з білою окантовкою. На її променях розташовані по три радіально спрямовані золотисті риски. У центрі, на тлі блакитної земної кулі зі сіткою меридіанів та паралелей, зображено рукостискання. Навколо земної кулі йде червоний пояс із написом: воїну-інтернаціоналісту. Нижче розміщено невеликий щит з опуклим написом: «СРСР». За допомогою вушка та кільця знак кріпиться до прямокутної колодки, яка має знизу проріз для обтягування червоною муаровою стрічкою шириною 24 мм. Всі деталі, написи, буртики та фацет знака золотисті.
Оригінальний текст (англ.)
[Круглый лавровый венок, на который наложена красная пятиконечная звезда с белой окантовкой. На её лучах расположены по три радиально направленных золотистых риски. В центре, на фоне голубого земного шара с сеткой меридианов и параллелей, изображено рукопожатие. Вокруг земного шара идет красный пояс с надписью: воину-интернационалисту. Ниже размещен небольшой щит с выпуклой надписью: «СССР». При помощи ушка и кольца знак крепится к прямоугольной колодке, имеющей снизу прорезь для обтяжки красной муаровой лентой шириной 24 мм. Все детали, надписи, буртики и фацет знака золотистые.] Помилка: {{Lang}}: текст вже має курсивний шрифт (допомога)
— Офіційний опис нагрудного знака «Воїну-інтернаціоналісту» - Постанова Президії Верховної Ради СРСР від 28 грудня 1988 року № 9965-XI.
Знак виготовлявся з латуні. Розмір — 65×42 мм.

## Порядок носіння
- Нагрудний знак «Воїну-інтернаціоналісту» носився і носиться на парадній і повсякденній військовій формі одягу з правого боку, і розміщувався на відстанях, установлених інструкцією для носіння форми одягу.
- Кріплення — штифтове, на колодці.